# Lý Tố
Lý Tố (chữ Hán: 李愬, 773 – 821), tên tự là Nguyên Trực, người Lâm Đàm, Thao Châu , là tướng lĩnh trung kỳ nhà Đường trong lịch sử Trung Quốc. Ông tham gia trấn áp quân phiệt Hoài Tây, có công bắt sống Chương Nghĩa tiết độ sứ Ngô Nguyên Tế.

## Thiếu thời
Tố là con trai của danh tướng Lý Thạnh. Tố có mưu lược, giỏi cưỡi ngựa bắn cung. Nhờ ấm chức được bổ làm Hiệp luật lang, dần thăng làm Vệ úy thiếu khanh. Tố sớm mất mẹ, được Tấn quốc phu nhân Vương thị nuôi nấng. Vương thị mất, Lý Thạnh lấy cớ bà không phải là vợ đích, lệnh cho các con mặc áo gai, một mình Tố kêu khóc không thôi, Thạnh phải cho mặc áo sô. Lý Thạnh mất (793), Tố và anh trai Lý Hiến dựng chòi ở bên mộ, bị Đường Đức Tông thúc giục về nhà, bèn xin ở lại một đêm, được đế đồng ý. Sau khi mãn tang, được thụ Thái tử hữu thứ tử. Ra làm Phường, Tấn 2 châu thứ sử, có thành tích xuất sắc, được gia Kim tử quang lộc đại phu, tiến chức Thái tử Chiêm sự.

## Bình định Hoài Tây

### Dâng biểu tự tiến, vỗ về bại binh
Sau khi Chương Nghĩa tiết độ sứ Ngô Thiếu Dương mất (814), con trai là Ngô Nguyên Tế tiếp tục cát cứ vùng Hoài Tây. Năm Nguyên Hòa thứ 11 (816), Đường Hiến Tông phái Đường, Đặng tiết độ sứ Cao Hà Ngụ trấn áp, nhưng đến tháng 6 ÂL thì thất bại; triều đình lấy Viên Tư thay làm soái, nhưng Tư đình chỉ chiến sự. Tháng 12 ÂL, Tố dâng biểu xin đi, tể tướng Lý Phùng Cát cũng cho rằng ông có thể dùng, nên được làm Kiểm hiệu Tả tán kỵ thường thị, kiêm Đặng Châu thứ sử, Ngự sử đại phu, sung chức Tùy, Đường, Đặng tiết độ sứ.
Tháng giêng ÂL năm sau (817), Tố đến Đường Châu, cho rằng quân đội mới thua trận, sĩ khí chưa phục hồi, nên không thúc ép bọn họ tiếp tục chiến đấu. Có người rào đón ý tứ, Tố nói: "Giặc mới tạm yên lòng vì được Viên công khoan dung. Tôi không muốn bọn chúng tăng cường phòng bị." Rồi thông báo với ba quân rằng: "Thiên tử biết Tố có thể nhẫn nại nhịn nhục, nên mới ủy thác việc vỗ về các ngươi. Chiến đấu không phải là việc của Tố." Quan quân vì vậy an lòng. Tố lại buông thả cho nghe hát xem kịch, vì vậy thường tổ chức tiệc tùng vui vẻ. Sĩ tốt có bệnh, Tố đích thân chăm nom. Tố cứ âm thầm chuẩn bị, một mặt đối đãi chân thành với sĩ tốt, một mặt ra vẻ yếm thế với kẻ địch. Quân Hoài Tây nhiều lần đánh bại quan quân, lại thấy Tố chưa có uy danh, nên không đề phòng.

### Khuất hàng tướng địch, tiến hành phản gián

#### Khuất hàng Đinh Sĩ Lương
Tố tính kế tập kích thủ phủ của Chương Nghĩa quân là Thái Châu, bèn dâng biểu xin thêm quân; có chiếu gởi thêm 2000 bộ kỵ của 3 trấn Chiêu Nghĩa, Hà Trung, Phu Phường. Ngày Đinh dậu tháng 2 (7/2 ÂL tức 26/2), Tố sai nha tướng Mã Thiếu Lương đem hơn 10 kỵ binh đi tuần, bắt được Tróc sanh ngu hầu Đinh Sĩ Lương của Hoài Tây. Sĩ Lương vốn là kiêu tướng của Ngô Nguyên Tế, thường đánh bại quan quân, chư tướng xin mổ lấy tim hắn ta, Tố nhận lời. Khi bị giải đến trước mặt Tố, Sĩ Lương không hề sợ hãi. Tố khen: "Đúng là bậc trượng phu!" rồi cởi trói cho hắn ta. Sĩ Lương tự nhận mình vốn là binh sĩ An Châu, bị cha con họ Ngô bắt được, tha chết, nên nguyện ra sức vì họ; nay được Tố tha chết, cũng nguyện ra sức vì ông. Tố bèn cấp cho Sĩ Lương y phục, khí giới; thự chức Tróc sanh tướng. Sĩ Lương hiến kế: "Ngô Tú Lâm nắm 3000 quân, giữ Văn Thành Sách, quan quân không đánh nổi. Tú Lâm cậy vào mưu trí của Trần Quang Hiệp, Quang Hiệp vũ dũng mà khinh suất, hay tự mình ra trận. Xin vì ngài mà bắt Quang hiệp, ắt Tú Lâm phải ra hàng." Ngày Mậu thân (18/2 ÂL tức 9/3), Sĩ Lương bắt Quang Hiệp đem về.

#### Khuất hàng Ngô Tú Lâm
Ngày Ất Sửu tháng 3 (3/3 ÂL tức 26/3), Tố từ Đường Châu dời đến đồn trú ở Nghi Thành Sách.
Ngô Tú Lâm đem Văn Thành Sách xin hàng. Ngày Mậu tý (29/3 ÂL tức 18/4), Tố dẫn quân đến cách thành 5 dặm, sai Đường Châu thứ sử Lý Tiến Thành đưa 8000 giáp sĩ đến dưới thành, gọi Tú Lâm, trong thành bắn tên ra như mưa, quan quân không thể tiến. Tiến Thành về báo: "Giặc trá hàng, không thể tin." Tố nói: "Đợi ta đến xem thế nào!" rồi tự mình đến dưới thành. Tú Lâm lệnh cho bộ hạ dẹp binh khí, tự mình ra đứng dưới ngựa. Tố phủ dụ Tú Lâm, thu hàng 3000 binh sĩ của ông ta. Tú Lâm tiến cử Lý Hiến có tài vũ dũng, Tố đổi tên là Lý Trung Nghĩa mà trọng dụng . Tố đưa 1000 phụ nữ ở Đường Châu vào ở trong Văn Thành, vì thế sĩ khí quan quân Đường, Đặng được chấn hưng, sẵn sàng chiến đấu. Trong đám hàng quân có kẻ xin làm hướng đạo, bèn cho phép hắn tự do đi lại; nhưng ai còn cha mẹ hoặc đã mất nhưng chưa chôn cất, thì cấp thóc lụa cho về nhà, nói rằng: "Bọn mày đã là bề tôi triều đình, chớ bỏ rơi thân thích." Bọn họ đều cảm động rơi nước mắt, nguyện vì Tố mà chết.

#### Chiếm một loạt thành, sách
Ngày Kỷ sửu (30/3 ÂL tức 19/4), Tố sai bọn nha tướng Đổng Thiếu Bân chia nhau đi đánh các sách. Hôm ấy, Thiếu Bân hạ Mã An Sơn, nhổ Lộ Khẩu Sách. Ngày Tân mão tháng 4 (2/4 ÂL tức 21/4), nha tướng Mã Thiếu Lương hạ Trà Hà Sơn, bắt tướng Hoài Tây là Liễu Tử Dã. Nha tướng Quy Nhã, Điền Trí Vinh hạ thành Lỗ Dã. Ngày Bính thân (6/4 ÂL tức 26/4), nha tướng Diêm Sĩ Vinh hạ 2 sách Bạch Cẩu, Vấn Cảng. Ngày Quý mão (14/4 ÂL tức 3/5), Quy Nhã, Điền Trí Vinh phá Tây Bình. Ngày Bính ngọ (17/4 ÂL tức 6/5), Du Dịch binh mã sứ Vương Nghĩa phá Sở Thành. Ngày Tân dậu tháng 4 nhuận (2/4 nhuận tức 21/5), Tố sai Liễu Tử Dã, Lý Trung Nghĩa tập kích Lang Sơn, bắt tướng địch là Lương Hi Quả. Ngày Đinh sửu (18/4 nhuận ÂL tức 6/6), Tố sai Phương Thành trấn át sứ Lý Vinh Tông chiếm thành Thanh Hỉ.

#### Khuất hàng Lý Hữu
Tố mỗi khi nhận hàng, đều đích thân tra vấn cặn kẽ, do đó nắm tường tận tình hình của địch. Tố hậu đãi Ngô Tú Lâm, cùng ông ta bàn mưu chiếm Thái Châu. Tú Lâm nói: "Ngài muốn lấy Thái Châu, không nhờ Lý Hữu thì không xong, Tú Lâm chẳng thể làm gì." Hữu là kỵ tướng của quân Hoài Tây, có vũ dũng và mưu lược, giữ Hưng Kiều Sách, thường đánh bại quan quân. Ngày Canh thìn (21/4 nhuận ÂL tức 9/6), Hữu đưa quân cắt lúa ở thôn Trương Sài, Tố vời Sương ngu hầu Sử Dụng Thành đến, bày cho ông ta: một mặt cho người vờ đốt lúa, một mặt mai phục trong rừng, Hữu xem thường quan quân, ắt sẽ đuổi theo những người đốt lúa, Dụng Thành nổi phục binh theo sau, ắt bắt được hắn ta. Quả nhiên Dụng Thành bắt sống Hữu đem về. Tướng sĩ đòi giết Hữu, Tố không cho, cởi trói, đãi theo lễ dành cho khách quý. Từ đấy Tố thường cùng Hữu và Lý Trung Nghĩa bàn bạc đến khuya mới nghỉ, người khác không được tham dự. Chư tướng sợ có biến, nhiều lần can gián, Tố đãi Hữu càng hậu. Sĩ tốt đều không vui, lan truyền lời đồn Lý Hữu là gián điệp đến làm nội ứng cho phản quân. Tố sợ việc này đến tai triều đình thì không cứu kịp, một mặt giải Hữu đi kinh sư, một mặt dâng mật biểu nói: "Nếu giết Hữu, ắt không thể thành công." Có chiếu trả Hữu về quân doanh, Tố nhân đó cho Hữu được thự chức Tán binh mã sứ, có quyền mang bội đao đi tuần, cho phép ra vào soái trướng.

#### Tiến hành phản gián
Khi ấy nha đội 2 châu Tùy, Đường có 3000 người, gọi là Lục viện binh mã, đều là quân tinh nhuệ của Sơn Nam đông đạo . Tố lấy Hữu làm Lục viện binh mã sứ. Quân lệnh cũ là giết cả nhà ai tha cho gián điệp của giặc, Tố bỏ đi, còn hậu đãi bọn họ. Gián điệp đem tình hình nói với hết với Tố, nên ông nắm được hư thực của phản quân.

### Bại trận Lãng Sơn, không chiếm Ngô Phòng
Ngày Ất đậu (26/4 nhuận ÂL tức 14/6), Tố điều quân đánh Lãng Sơn, bị viện quân Hoài Tây đánh lui. Quan quân đều buồn giận, riêng Tố vui vẻ nói: "Đây là kế của tôi đấy!" rồi mộ 3000 tử sĩ, gọi là Đột tướng, ngày đêm tự tay huấn luyện bọn họ. Tố xem như đã chuẩn bị xong mọi thứ để tập kích Thái Châu, nhưng gặp lúc mưa dầm, cả vùng ngập nước, chưa thể hành động.
Ngày Giáp dần tháng 9 (28/9 Âl tức 10/11), Tố đánh huyện Ngô Phòng, chư tướng nói trời đã về chiều, Tố nói: "Quân ta ít, không đủ để giao chiến, nên xuất kỳ bất ý. Giặc cho rằng trời chiều nên không đề phòng quân ta, chính là lúc có thể đánh đấy!" rồi xua quân tấn công, hạ được thành ngoài, chém hơn ngàn thủ cấp. Phản quân giữ thành trong, không dám ra. Tố đưa quân trở về, tướng Hoài Tây là Tôn Hiến Trung soái 500 kiêu kỵ đuổi theo. Quan quân sợ, sắp bỏ chạy, Tố xuống ngựa mở ghế xếp ra ngồi, truyền lệnh: "Ai dám chạy thì chém!" Quan quân quay lại ra sức chiến đấu, giết được Hiến Trung, quân Hoài Tây lui chạy. Chư tướng khuyên tấn công thành trong, Tố nói: "Đó không phải là ý định của ta." Rồi rút quân về doanh trại.

### Tập kích Thái Châu

#### Quyết đoán hành động
Lý Hữu nói với Tố rằng tinh binh Hoài Tây đều ở huyện Hồi Khúc, trong thành Thái Châu chỉ có binh sĩ già yếu, có thể đánh thẳng vào đấy, khi quân địch hay biết thì Ngô Nguyên Tế đã bị bắt rồi. Tố cho là phải, vào ngày Giáp tý tháng 10 (9/10 ÂL tức 20/11), sai Chưởng thư ký Trình Hải đến Yểm Thành trình bày với chủ soái Bùi Độ, Độ đồng ý.
Ngày Tân mùi (16/10 ÂL tức 25/11), Tố mệnh bọn Mã bộ đô ngu hầu, Tùy Châu thứ sử Sử Mân ở lại giữ Văn Thành; mệnh Lý Hữu, Lý Trung Nghĩa soái 3000 đột tướng làm tiền khu; tự làm tướng coi 3000 người trung quân; mệnh Lý Tiến Thành đem 3000 người làm hậu quân. Binh sĩ không rõ đi đâu, Tố nói: "Cứ đi theo hướng đông." Đi được 60 dặm thì trời tối, đến sách ở thôn Trương Sài, quan quân giết sạch lính thú và lính trạm của quân Hoài Tây. Tố mệnh sĩ tốt nghỉ ngơi một lát, ăn lương khô, chỉnh lại yên cương; để lại 500 người của Nghĩa Thành quân, nhằm ngăn chặn cứu binh Hoài Tây từ Lãng Sơn; mệnh Đinh Sĩ Lương đem 500 người nhằm ngăn chặn kẻ địch từ Hồi Khúc và các lối khác. Trong đêm, Tố đưa quân ra cửa, chư tướng hỏi đi đâu, ông đáp: "Vào Thái Châu bắt Ngô Nguyên Tế." Chư tướng đều tái mặt, giám quân kêu khóc: "Quả nhiên trúng gian kế của Lý Hữu rồi!"

#### Đêm tuyết hành quân
Khi ấy tuyết lớn, cờ xí rủ xuống, người ngựa rét cóng. Trời tối đen, tự thôn Trương Sài về phía đông, quan quân chưa ai từng đi qua, bảo nhau chuyến này ắt phải chết, nhưng sợ Tố, nên không dám làm gì. Vào nửa đêm, tuyết càng lúc càng dày, đi cả thảy 70 dặm thì đến thành Thái Châu. Gần thành có ao nuôi vịt, Tố lệnh cho khuấy động lũ vịt để giấu tiếng hành quân. Từ khi Ngô Thiếu Thành kháng mệnh triều đình, quan quân không đến dưới thành Thái Châu đã hơn 30 năm, nên phản quân không phòng bị gì cả. Canh tư ngày Nhâm thân (17/10 ÂL tức 26/11), Tố đến dưới thành mà không ai hay biết. Tố cùng Lý Trung Nghĩa cuốc tường thành lấy chỗ bám mà trèo, các tráng sĩ lên theo. Lính giữ cửa đều ngủ say, bị giết cả; chỉ giữ lại kẻ đánh mõ, sai hắn gõ mõ như cũ; rồi mở cửa cho quan quân vào. Khi vào thành, cũng làm như thế, trong thành đều không biết gì. Lúc gà gáy, tuyết ngừng rơi, Tố vào phủ đệ của Ngô Nguyên Tế, thông báo rằng: "Quan quân đến rồi!" Nguyên Tế đang ngủ, cười nói: "Bọn tù binh làm loạn đấy! Trời sáng đem giết hết đi!" Có người báo lại rằng: "Thành bị chiếm rồi!" Nguyên Tế nói: "Đây hẳn là binh sĩ Hồi Khúc về gặp ta xin áo ấm." Bèn đứng dậy, ra đình nghe ngóng, thì có tiếng hô: "Thường thị truyền lời!" Đáp lại có đến gần vạn người. Nguyên Tế bắt đầu sợ, nói: "Thường thị nào vậy, sao đến được đây?" Bèn soái tả hữu lên nha thành chống lại.

#### Công phá nha thành
Khi ấy Đổng Trọng Chất nắm hơn vạn tinh binh Hoài Tây ở Hồi Khúc. Tố nói: "Nguyên Tế trông ngóng cứu binh của Trọng Chất đấy!" bèn phóng thích gia đình của Trọng Chất, sai con trai ông ta là Đổng Truyền Đạo mang thư chiêu dụ đến cho cha. Trọng Chất một mình cưỡi ngựa đến gặp Tố xin hàng.
Tố sai Lý Tiến Thành đánh nha thành, phá hủy cửa ngoài, chiếm được kho khí giới. Ngày Quý dậu (18/10 ÂL tức 29/11), quan quân lại tấn công, đốt cửa nam, dân chúng tranh nhau góp rơm, củi để giúp, trên thành tên cắm như lông nhím. Quá trưa thì cửa bị phá, Nguyên Tế ở trên thành xin hàng, Tiến Thành dựng thang cho hắn ta trèo xuống. Ngày Giáp tuất (19/10 ÂL tức 30/11), Tố dùng xe tù đưa Nguyên Tế về kinh, đồng thời báo cáo với Bùi Độ. Hôm ấy, hơn 2 vạn quân của 2 châu Thân, Quang cùng các trấn nối nhau đến xin hàng.

### Đại công cáo thành
Sau khi bắt Nguyên Tế, Tố không giết người nào, phàm là quan lại, binh sĩ, đầu bếp, chăn ngựa đều được giữ nguyên chức vụ, không bị ngờ vực. Tố đưa quan quân đến đồn trú ở cúc trường  để đợi Bùi Độ. Khi Độ đến, Tố dùng nghi lễ dành cho tể tướng để đón, Độ muốn tránh sang một bên, Tố cho rằng việc này có ý giáo dục nhân dân Thái Châu đã nhiều năm xa rời vương pháp, nên Độ tiếp nhận. Hôm sau, Tố đưa quân về Văn Thành Sách.
Tháng 11 ÂL, có chiếu lấy Tố làm Kiểm hiệu thượng thư tả bộc xạ, kiêm Tương Châu thứ sử, Sơn Nam Đông Đạo tiết độ sứ, Tương, Đặng, Tùy, Đường, Phục, Dĩnh, Quân, Phòng đẳng châu Quan sát đẳng sứ, Thượng trụ quốc, phong Lương quốc công, thực ấp 3000 hộ, thực phong 500 hộ , cho một con trai làm ngũ phẩm chánh viên (nghĩa là quan ngũ phẩm được triều đình công nhận).

## Bình định Truy Thanh
Tháng 5 ÂL năm Nguyên Hòa thứ 13 (818), Hiến Tông vì muốn giành lại Lũng Hữu, nên thụ Tố làm Phượng Tường, Lũng Hữu tiết độ sứ. Nhưng chiếu chưa phát xuống, Tố còn chưa lên đường thì vào tháng 7 ÂL, được dời làm Từ Châu thứ sử, Vũ Ninh tiết độ sứ thay anh trai Lý Nguyện, nhận lệnh tham gia thảo phạt Truy Thanh tiết độ sứ Lý Sư Đạo. Tố lần lượt được nhiệm chức vụ từng là của cha – anh, người đương thời cho là vinh dự hiếm có.
Tố đến Từ Châu, chỉnh lý quân vụ. Tháng 12 ÂL, Tố đánh bại quân Truy Thanh liên tiếp 11 trận, chiếm được Kim Hương, bắt 50 tướng địch, giết đến vạn người. Tháng giêng ÂL năm sau, nhổ được Ngư Đài. Tháng 2 ÂL, đánh bại quân địch ở Nghi Châu, chiếm được huyện Thừa.

## Cái chết
Bình xong Truy Thanh, triều đình tính đến vùng Yên, Triệu, vào tháng 9 ÂL năm thứ 15 (820), Tố được làm Kiểm hiệu tả bộc xạ, Đồng trung thư môn hạ bình chương sự, Lộ Châu đại đô đốc phủ trưởng sử, Chiêu Nghĩa tiết độ sứ, còn có phủ đệ ở làng Hưng Ninh. Tháng 10 ÂL, Thành Đức tiết độ sứ Vương Thừa Tông mất, triều đình lấy Ngụy Bác tiết độ sứ Điền Hoằng Chánh thay thế. Tháng 4 ÂL năm sau (821), Tố được thăng làm Ngụy Châu đại đô đốc phủ trưởng sử, Ngụy Bác tiết độ sứ.
Năm Trường Khánh đầu tiên (821), binh sĩ Thành Đức làm loạn, giết Tiết độ sứ Điền Hoằng Chánh, Tố tập hợp ba quân để phủ dụ, chuẩn bị trấn áp loạn quân; lấy đai ngọc, bảo kiếm của cha mình tặng cho Thâm Châu thứ sử Ngưu Nguyên Dực – vốn là tướng lãnh Thành Đức quân – khuyến khích ông ta tham gia thảo phạt, khiến ông ta cảm động đến rơi nước mắt. Tố đã sắp xếp xong, thì phát bệnh, không thể cầm quân; triều đình lấy Điền Bố thay thế, ban hàm Thái tử thiếu bảo, cho về Lạc Dương.
Tháng 10 ÂL, mất ở Lạc Dương, được 49 tuổi. Đường Mục Tông phúng phụ việc tang , tặng Thái úy, đặt thụy là Vũ.

## Dật sự
Hiến Tông đặc mệnh cho Hàn Dũ soạn bài văn "Bình Hoài Tây phụng sắc soạn", rồi đem khắc đá dựng bia ở cửa bắc ngoài thành Nhữ Nam thuộc Thái Châu. Do Hàn Dũ thân thiết với Bùi Độ, văn bia hầu như chỉ đề cập đến sự tích của Bùi Độ, không nhắc đến Lý Tố, ngay cả cuộc tập kích Thái Châu chỉ được gói gọn trong 8 chữ. Bộ hạ của Tố là Thạch Hiếu Trung phá bia, còn giết chết quan binh lùng bắt mình. Lại thêm vợ Tố là Vi thị – con gái Đường An công chúa của Đức Tông – vốn hay ra vào cung cấm, kêu oan rằng văn bia không đúng sự thực. Hiến Tông phải mệnh cho Hàn Lâm đại học Sĩ Đoạn Văn Xương soạn lại văn bia.
Tố được làm Phượng Tường tiết độ sứ, xin lấy 150 người làm phán quan, nha tướng cho mình, khiến Hiến Tông cho rằng như thế là quá nhiều, không hài lòng, bèn gác lại việc bổ nhiệm, nhưng rồi lại phải điều ông đi Vũ Ninh nhằm trấn áp Lý Sư Đạo.

## Đánh giá
Sau khi đón Bùi Độ vào Thái Châu, Tố quay về Văn Thành, chư tướng hỏi rằng: "Ban đầu ngài thua ở Lãng Sơn mà không buồn, thắng ở Ngô Phòng mà không chiếm, đội gió to tuyết lớn mà không dừng, đơn độc vào sâu mà không sợ, cứ thế mà thành công, đều không như những gì mọi người được dạy, dám hỏi vì sao?" Tố đáp: "Lãng Sơn thua trận, ắt giặc xem thường ta mà không phòng bị. Chiếm Ngô Phòng, ắt bọn chúng chạy về Thái Châu, dồn sức phòng thủ, nếu giữ lại sẽ phân tán binh lực địch. Gió tuyết tối mò, ắt không thể đốt lửa làm hiệu, không thể biết được quân ta đến. Đơn độc vào sâu, ắt vào rồi thì đều liều chết, đánh tự nhiên thắng vậy! Làm người thì không nên cố chấp thiển cận, đã lo cái lớn thì không tính cái nhỏ, nếu kiêu ngạo vì thắng lợi nhỏ, đau xót thì thất bại nhỏ, là tự khiến mình phân tâm, làm sao lập công?" Mọi người đều khâm phục.
Tư trị thông giám đánh giá: Tố tính tằn tiện nhưng đãi kẻ sĩ hào phóng, biết người hiền thì không nghi ngờ, thấy cơ hội thì có thể quyết đoán, nên mới thành công.